# Frederik Kobberup Andersen
Frederik Kobberup Andersen   (Aarhus, 24 de gener de 1920 - Struer, 7 de maig de 2003) fou un piragüista danès que va competir entre finals de la dècada de 1940 i començaments de la de 1950.
El 1948 va prendre part en els Jocs Olímpics d'Estiu de Londres, on va guanyar la medalla de plata en el K-1 1.000 metres del programa de piragüisme.
En el seu palmarès també destaquen una medalla de bronze al Campionat del Món de piragüisme en aigües tranquil·les de 1948 i una d'or i una de plata al de 1950.